# 少年シンドバッド
『少年シンドバッド』（しょうねんシンドバッド、Sinbad Jr. and his Magic Belt）は、アメリカ合衆国で放送されていたハンナ・バーベラ・プロダクション制作のテレビアニメ。1965年に初放映、1966年には第2シーズンが制作された。日本での放送時には『少年シンドバッド』以外にも『冒険シンドバッド』や『シンドバッドの冒険』という邦題が使われた。

## 概要
『シンドバッド』をモチーフにした作品であるが、内容は原作とは大きく異なる。本作では、毎回シンドバッド少年がオウムのソルティとともに、愛用のヨットでさまざまな場所へ行くも、そこで事件に巻き込まれるが、最後には「マジックベルト」という、いつも締めている、金色のバックルが付いた黒革ベルトの先端を引っ張って、上半身の筋肉が膨れ上がった怪力少年に変身し（使う時には「ベルトよ、頼むぞ」と声を掛ける）、悪人を退治する。第2シーズンではヨットでの行先が海の向こうとは限らず、ヨットが突如宇宙船に変形し、宇宙まで行って異星人と戦うという、荒唐無稽なエピソードも作られている。

## キャラクター
シンドバッド (Sinbad Jr.)
声 - ティム・マシスン / 吹き替え - 古谷徹
マジックベルトの表現がシーズンにより異なる。第1シーズンはバックルにはシンドバッドの頭文字である"S"マークが描かれ、ベルトを引くと胸が多少膨れ、電撃のような音響や特殊効果でパワーアップする（日本語版オープニングで使われている映像は、全てこの第1シーズンである）。第2シーズンはバックルには斜めに傾けた錨マークが描かれ、ベルトを引くと胸が非常に大きく膨れ、雷のような音響や特殊効果でパワーアップする。また、第2シーズンの第1話はいつもの活躍でなく、「どうして僕がこのベルトを手に入れたのか、皆さんにお話ししましょう」というシンドバッドのモノローグで、ソルティと出会う前の過去に、ベルトを入手したいきさつが描かれる。この話のみ原語のMagic Beltが音写のマジックベルトでなく、シンドバッドにベルトを渡した老人が、「魔法のベルト」と語っている。
ソルティ (Salty)
声 - ダラス・マッケノン、メル・ブランク / 吹き替え - 四代目三遊亭金馬

## 日本での放送

### 日本テレビでの放送
日本では、まず1965年10月1日から1966年1月1日まで日本テレビで放送。同局での放送時間は毎週月曜 - 土曜 18:00 - 18:10 （日本標準時）。後に声優として活躍する古谷徹の吹き替え初出演作でもある。いずれの曜日においても任天堂の一社提供で放送されていた。作品1本の尺が非常に短いため、毎回2本まとめて放送していた。また、前述したシーズン別の区切りはなく、第1シーズンを放映し終わると、すぐそのまま第2シーズンを放映していた。
本作の終了後、それまで18:15 - 18:45に放送されていた30分番組が18:00 - 18:30に繰り上がった。そのため、入れ替わりにスタートした10分間の帯アニメ『まんがホームラン』（第2期）は18:35 - 18:45での放送となった。

### 他局での放送
- フジテレビ - 1966年4月25日から1968年10月19日まで『シンドバッドの冒険』というタイトルで放送されていた（中断期間あり）。
- テレビ東京 - 東京12チャンネル時代に『マンガのくに』枠で放送されていた。地方局で[どこ?]、3本から5本をまとめて放送する30分番組として放送されたこともある。
- テレビ朝日 - 日本教育テレビ → NETテレビ時代の1960年代から1970年代に[いつ?]『冒険シンドバット』というタイトルで放送されていた実績がある。

### 日本語版主題歌
「冒険少年シンドバッド」
作詞 - 前田武彦 / 作曲 - 萩原哲晶 / 歌 - フォアジェッツ（安岡力也、日本コロムビア）
『マンガのくに』などでの再放送時には、この曲の歌詞を差し替え、曲調も大幅にアレンジしたヴァージョンが、番組インターバル用のテーマ曲に使われていた。
「少年シンドバッド」
歌 - 少年少女合唱団